# Noël Geo
Noël Geo, né en 1893 à Mons et mort en 1969, est un peintre belge.

## Biographie
Né en 1893 à Mons, Géo Noel est élève de l'académie des beaux-arts de Mons, sous la direction d'E. Motte.
Il peint des portraits de personnalités officielles. On lui doit les fresques de la Maison des Huit Heures à Charleroi.
Il expose à Renaix en janvier 1953.
Noël Geo meurt en 1969.